# Mooloolaba
Mooloolaba est une localité de la région de la Sunshine Coast du Queensland, en Australie. Elle est située dans la banlieue de Maroochydore.

## Géographie
Mooloolaba est une localité située en banlieue du centre urbain de Maroochydore.
Elle est délimitée à l'est par la mer de Corail, au sud par la Mooloolah River (en), au nord par Alexandra Headland et à l'ouest par Buderim.

## Toponymie
L'origine du toponyme est aborigène (d'une langue kabi). Il provient soit du terme mulu, désignant les lutjanidae, soit de mulla, désignant le serpent noir à ventre rouge, et de ba, « le lieu de » : ce nom désigne soit « le lieu des lutjanidae », soit « le lieu des serpents noirs à ventre rouge. »
La localité se nomme à l'origine Mooloolah Heads et est renommée en Mooloolaba dans les années 1910 par le propriétaire terrien Thomas O'Connor, lorsqu'il vend une partie de sa propriété.